# Florian Brüning
Florian Brüning (* 1978) ist ein österreichischer Filmproduzent.

## Leben und Wirken
Brüning absolvierte ein Studium der Biologie an der Universität Freiburg im Breisgau. Er „begann sich für das Filmemachen zu interessieren, als er, angeregt durch einen Film über Verhaltensbiologie, darin abseits des Wissenschaftlichen einen reizvollen Zugang zu seinem Fach erkannte.“ Brüning absolvierte darauf ein Studium der Filmproduktion an der Universität für Musik und darstellende Kunst Wien.
Brüning ist seit 2006 mit Clara Lehnfeld, Johannes Hafner und Dominik Brauweiler Vorstandsmitglied der Gruppe Umkehrfilm|Gruppe Umkehrfilm – Verein zur Förderung und Ausbildung junger Filmschaffender in Wien.

## Filmografie (Auswahl)
- 2010: Spass mit Hase
- 2011: Farben einer langen Nacht
- 2012: Das Labyrinth unter der Sonne
- 2013: Fahrtwind – Aufzeichnungen einer Reisenden